# Universidad de Wisconsin-La Crosse
La Universidad de Wisconsin–La Crosse (UWL o UW–La Crosse) es una universidad pública en La Crosse, Wisconsin. Establecida en 1909, es parte del Sistema de la Universidad de Wisconsin y ofrece títulos de licenciatura, maestría y doctorado. Con 9600 estudiantes universitarios y 1000 estudiantes de posgrado, UW-La Crosse se compone de cuatro escuelas y universidades que ofrecen 102 programas de pregrado, 31 programas de posgrado y 2 programas de doctorado.  UW-La Crosse tiene más de 85.000 alumnos en los 50 estados de EE. UU. y 57 países. 
La universidad está clasificada entre "Facultades y universidades de maestría: programas más amplios" con gastos de investigación de $ 3 millones en 2020.   Los programas reconocidos a nivel nacional incluyen terapia ocupacional, fisioterapia y asistente médico a nivel de posgrado.   UWL también ofrece un programa universitario de arqueología y antropología de primer nivel, el único en el Medio Oeste y uno de los pocos a nivel nacional. 
Los 21 equipos atléticos de UW-La Crosse Eagle compiten en la Conferencia Atlética Intercolegial de Wisconsin, en la División III de la NCAA. La mascota de la universidad es Stryker the Eagle. 

## Historia

### Los primeros años
La universidad fue fundada como Escuela Normal Estatal La Crosse en 1909, la octava de nueve escuelas normales estatales establecidas en Wisconsin entre 1866 y 1916 para la formación de docentes.  Thomas Morris patrocinó el proyecto de ley en el Senado del estado de Wisconsin que condujo a la creación de la universidad.  Inicialmente, la Escuela Normal Estatal de La Crosse fue autorizada a ofrecer programas de dos años para preparar a los estudiantes para la profesión docente.  Main Hall (ahora Maurice O. Graff Main Hall),  el edificio original del campus, se construyó el año en que se fundó la escuela. La Escuela Normal Estatal La Crosse abrió sus puertas ese mismo año con Fassett A. Cotton como su primer presidente. 
Los estudiantes de la Escuela Normal Estatal La Crosse comenzaron a organizar varias actividades extracurriculares dentro de los dos años posteriores a la fundación de la escuela. En 1910, los estudiantes publicaron el primer periódico del campus, The Racquet, que todavía se publica en la actualidad. El Club de Educación Física se formó en 1912, lo que la convierte en la organización continua más larga en la historia de la escuela.
El Edificio de Educación Física (ahora Wittich Hall), el edificio de educación física original, se completó en 1916 después de retrasos debido al inicio de la Primera Guerra Mundial.  Este no fue el único revés para la escuela durante este período. La escuela luchó contra graves descensos en la matrícula y la financiación después de la Primera Guerra Mundial y durante la Gran Depresión. 
En 1926, George M. Snodgrass se convirtió en el tercer presidente de la escuela, reemplazando a Ernest A. Smith, quien sirvió solo un año.  Ese mismo año se ampliaron los programas del colegio y se autorizó la otorgación de títulos de bachillerato en enseñanza. Esto llevó a un cambio de nombre institucional el año siguiente a La Crosse State Teachers College. 
En 1931, la universidad se dividió en divisiones separadas de educación primaria, educación secundaria y educación física. También fue este año que comenzó la tradición del regreso a casa del "Colgar la Linterna" en la entrada sur del Salón Principal Maurice O. Graff. Fue creado por el profesor de inglés Orris O. White, quien comentó: "Colgaremos la linterna en la antigua torre de la universidad... No necesitarás buscar la llave: la puerta estará abierta".  La Escuela de Formación, que también se conocía como Escuela Campus y Escuela Modelo, se trasladó a su edificio recién construido en 1939.    Más tarde, el edificio de la escuela de formación de profesores del estado de La Crosse pasó a llamarse Morris Hall en honor al político de Wisconsin, Thomas Morris.  La Escuela de Formación proporcionó práctica y observación supervisada a los candidatos a formación docente.  1973 fue el último año de funcionamiento de la Escuela de Formación.  Rexford S. Mitchell se convirtió en el cuarto presidente de la universidad ese mismo año, y ocupó el cargo hasta 1966. 

### Años posteriores a la Segunda Guerra Mundial
Después de que los Regentes autorizaron a las nueve escuelas de profesores del estado de Wisconsin a establecer títulos de licenciatura en artes liberales, la universidad cambió su nombre a Wisconsin State College-La Crosse en 1951.  También fue este mismo año que Wilder Hall se convirtió en la primera residencia universitaria del campus.  En 1956, la universidad fue autorizada a establecer programas de posgrado, que condujeron a los títulos de Maestría en Ciencias y Maestría en Artes en Docencia. En ese momento también se estableció un programa de posgrado en educación física.  La biblioteca Florence Wing, la primera biblioteca de la universidad, se construyó ese mismo año y comenzó un período de expansión sustancial para la universidad. Durante los siguientes 18 años (1956-1974), la universidad pasó de 5 edificios a un total de 23 edificios. La universidad agregó 11 residencias universitarias, 4 edificios académicos, 2 bibliotecas y 2 centros de estudiantes durante ese tiempo.
En 1959, la universidad celebró su 50 aniversario, con una matrícula de 1.821 estudiantes. Ese mismo año, el candidato presidencial John F. Kennedy visitó el campus y habló ante un auditorio abarrotado del Graff Main Hall. 
En 1964, la facultad fue designada universidad como parte del Sistema Universitario Estatal de Wisconsin y pasó a llamarse Universidad Estatal de Wisconsin-La Crosse .  Esta designación dio lugar a la creación de las Facultades de Educación, Salud-Recreación-Educación Física y Letras y Ciencias. Posteriormente también se formó la Escuela de Administración de Empresas dentro de la Facultad de Letras y Ciencias.  Unos años después de recibir la designación universitaria, el quinto presidente de la universidad, Samuel G. Gates, comenzó su mandato en 1966.
El Sistema Universitario Estatal de Wisconsin se fusionó con el Sistema de la Universidad de Wisconsin en 1971, momento en el que la universidad adoptó su nombre actual, Universidad de Wisconsin-La Crosse, y también cambió el título del director de la universidad de Presidente a Canciller. Kenneth E. Lindner, que en ese momento era el sexto rector de la universidad, se convirtió en el primer rector de la universidad. Lindner, después de servir como rector de 1971 a 1979, fue sucedido por Noel Richards, quien se desempeñó como rector de la universidad hasta 1991.  Lindner Forest, una sección densamente boscosa en la parte sur del campus, recibió su nombre en honor al ex canciller Lindner.
En 1989, la mascota de la universidad se convirtió en el Águila. Los equipos de atletismo masculino de la UWL se conocían anteriormente como Indians (1937-1989),  Red Raiders, Hurricanes, Racqueteers y Peds and Maroons. Los equipos atléticos femeninos eran conocidos como Roonies, derivados de los colores granate y gris de la escuela universitaria, desde el inicio de la competencia interuniversitaria femenina a principios de la década de 1970. Adoptaron la mascota del Águila un año después de que se convirtiera en la mascota de la universidad.  Desde la adopción de la mascota Eagle, la mascota de la banda ha sido Screaming Eagle, habiendo sido conocida antes como Marching Chiefs.  El "Águila en la L" y la caricatura, ambas creadas en 1989, se dieron a conocer justo antes del otoño, los equipos deportivos salieron al campo como los Águilas por primera vez. Fueron escritas por Dave Christianson, un graduado en artes de 1973 que creó las imágenes después de la adopción de la mascota Águila. 

### Década de 1990
En 1991, Judith Kuipers se convirtió en la tercera canciller de la UWL, cargo que ocupó hasta el año 2000.  Fue la primera y única mujer dirigente de la institución. En 1992, Kuipers jugó un papel decisivo en la creación del Consorcio de Ciencias de la Salud Médica La Crosse.  El consorcio, una colaboración de la UWL, la Universidad de Viterbo, Western Technical College, el Centro Médico Franciscan Skemp y el Centro Médico Luterano Gundersen, se creó para brindar educación, investigación y capacitación médicas de vanguardia. Esto llevó a la creación del Centro de Ciencias de la Salud por valor de 27 millones de dólares en 2000. 
Según el plan estratégico de la universidad, "Adelante juntos", la universidad se reorganizó en cuatro facultades: la Facultad de Administración de Empresas; la Facultad de Salud, Educación Física y Recreación; la Facultad de Ciencias y Afines de la Salud; y la Facultad de Estudios Liberales, que albergaba la Escuela de Artes y Comunicación y la Escuela de Educación.  La Facultad de Salud, Educación Física y Recreación experimentó algunos cambios de nombre antes de fusionarse finalmente con la Facultad de Ciencias y Salud Afines para formar la Facultad de Ciencias y Salud en 2006. 
El Cleary Alumni & Friends Center  junto con los proyectos de remodelación de la biblioteca Murphy se completaron en 1995.  La construcción continuó en el campus y, dos años más tarde, también se terminaron el Centro Recreativo Eagle y la torre del reloj Hoeschler.  La Torre Hoeschler se convierte en un punto focal del campus y en el nuevo hogar del tradicional "Hanging of the Lantern". 

### Siglo 21
El cambio de siglo vio varios cambios en la UWL. El Edificio y Laboratorios de Arqueología, que supuso una renovación de 380 000 dólares estadounidenses de la planta de energía original del campus, tuvo su gran inauguración ese año.  En ese momento también se inició una renovación de 9,9 millones de dólares estadounidenses en el Wing Technology Center, que se completó en 2001.  Otro cambio importante fue la dimisión del canciller Kuipers.  Fue reemplazada interinamente por Douglas Hastad,  quien fue nombrado cuarto rector de la universidad y noveno líder por la Junta de Regentes del Sistema de la Universidad de Washington en 2001. 
En el año académico 2001-2002, los equipos deportivos de la universidad ganaron cuatro campeonatos nacionales, tres campeonatos de la División III de la NCAA (atletismo bajo techo, atletismo al aire libre y campo a través) y un título de la NCGA (gimnasia femenina). 
Joe Gow se convirtió en el quinto canciller y décimo líder de UW-La Crosse el 1 de febrero de 2007.  Reemplazó a Douglas Hastad, quien lo dejó para convertirse en presidente del Carroll College, en Waukesha, Wisconsin .  Su toma de posesión oficial tuvo lugar el 19 de octubre de 2007.  Gow a menudo envía personalmente correos electrónicos a todo el cuerpo estudiantil para informarles sobre los logros de los estudiantes y los próximos eventos universitarios. Un consumado guitarrista, actuó en el restaurante "Cellar" del Cartwright Center para estudiantes después de asumir el cargo de rector. 
La universidad apoya eventos culturales, conferencias regionales y nacionales, oradores destacados, investigación aplicada, atención médica, profesionales con diversos conocimientos, una gran fuerza laboral y numerosos profesores, personal y voluntarios de la comunidad estudiantil.
El porcentaje del presupuesto de la universidad financiado por el estado ha disminuido en los últimos años. En 1996, los estudiantes pagaban el 35 % del coste de su educación en la UWL y el Estado el 65 % restante. En 2005, la proporción de estudiantes había aumentado al 51 % mientras que la del estado se redujo al 49 %. La universidad ha sentido la presión causada por la disminución de la financiación pública. La campaña del centenario de la universidad y la agenda de "crecimiento y acceso" tienen como objetivo proporcionar los recursos financieros necesarios para hacer frente a la disminución de la financiación estatal. 
Los planes de la universidad para el futuro giran en torno a aumentar el acceso a la UWL para estudiantes talentosos de todos los orígenes y ampliar las oportunidades académicas y de investigación para estudiantes. Tanto la campaña del centenario como la agenda de "crecimiento y acceso" son herramientas importantes destinadas a llevar a la universidad hacia estos objetivos.  
La construcción de un nuevo edificio académico, Centennial Hall, comenzó en la primavera de 2009 y el edificio se inauguró para el año académico de otoño de 2011. Construido por $44 millones, alberga 44 aulas, dos auditorios, el Centro de Asesoramiento Académico, el Centro de Asesoramiento y Exámenes, Servicios Estudiantiles Multiculturales, Oficina de Educación Internacional y Servicios de Apoyo Estudiantil. 
En la primavera de 2012, los estudiantes votaron abrumadoramente a favor de un nuevo centro de estudiantes para reemplazar el Centro de Estudiantes Cartwright. La construcción del nuevo centro de estudiantes se realizó durante los años académicos 2014-2015 y 2015-2016, y la Unión de Estudiantes abrió sus puertas en enero de 2017. El nuevo edificio del centro de estudiantes fue diseñado para emular a Grandad Bluff, una característica definitoria de La Crosse.  Alberga 7 restaurantes distintos, una sala de juegos, una sala de cine, un espacio para presentaciones en vivo, The Cove (un centro central para organizaciones universitarias), el Pride Center, el Veterans' Lounge, la despensa de alimentos del campus, una amplia variedad de espacios para relajarse y estudiar, y salas de reuniones que pueden albergar conferencias y otros eventos. 
En 2018, el Centro de Ciencias de Prairie Springs abrió a un costo de $82 millones como una expansión del cercano Centro Cowley.  El edificio de 187.000 pies cuadrados, que lleva el nombre de una donación de 2 millones de dólares del Paul Fleckenstein Trust, amplió las instalaciones del programa de ciencias y la capacidad de investigación de la universidad. El proyecto representa la primera fase de un plan de expansión más amplio.
El 27 de diciembre de 2023, la Junta de Regentes del Sistema de la Universidad de Wisconsin despidió al Dr. Joe Gow de su puesto como rector, con efecto inmediato.  Betsy Morgan, rectora de la universidad y vicerrectora de Asuntos Académicos, fue nombrada rectora interina.

## Campus
Los 128 acres (52 ha) el campus está ubicado en una sección residencial de La Crosse. El extenso paisaje de campos de hierba, árboles, flores y otra vegetación le da al campus una sensación distintiva de parque. La universidad tiene un tráfico de vehículos limitado en el campus. En 2006, UW-La Crosse recibió un "Gran Premio" en la competencia Green Star Awards 2006 por el paisajismo de su campus de la Professional Grounds Management Society. 
Al este del campus se encuentran los acantilados de La Crosse, de los cuales el más destacado es Grandad Bluff (mencionado en Life on the Mississippi de Mark Twain). El centro de La Crosse y el río Mississippi están aproximadamente a media milla al oeste del campus.
La Torre Hoeschler (1996), ubicada en el corazón de la UWL, es el punto focal del campus y un destino popular y lugar de encuentro para los estudiantes.  También es el lugar para muchos eventos universitarios y estudiantiles, como conciertos, eventos para recaudar fondos, el baile de la torre del reloj, servicios conmemorativos y la tradicional colocación de la linterna.
Los estudiantes pueden vivir en una de las residencias universitarias. La residencia más nueva, Eagle Hall, abrió sus puertas en el otoño de 2011 y alberga a 500 estudiantes y la Oficina de Vida Residencia.  Reuter Hall, una residencia estilo apartamento, se completó en 2006. En la primavera de 2009 se demolieron dos residencias universitarias de la década de 1950, Trowbridge Hall y Baird Hall, para dar paso a un nuevo edificio académico, Centennial Hall, que se completó en el otoño de 2011 y es el edificio académico más grande del campus.
En 2018, Badger Street se convirtió en Badger Street Mall, un corredor peatonal entre Student Union y Prairie Springs Science Center. El centro comercial cuenta con nuevas pasarelas peatonales, que incluyen paisajismo, iluminación, elementos de gestión de aguas pluviales, portabicicletas y asientos. Los planes para expandir el centro comercial más al oeste pasando la Biblioteca Murphy hasta el Whitney Center se completarán en el verano de 2020. 

### Edificios notables e históricos.

#### Salón principal Maurice O. Graff
Graff Main Hall es el edificio más antiguo del campus construido en 1909 y contiene la oficina del rector, un auditorio de 787 asientos, aulas, los departamentos de Filosofía, Psicología e Idiomas Modernos, y otras oficinas administrativas y de servicios estudiantiles. Fue designado sitio histórico por la ciudad de La Crosse, Wisconsin en 1984 y está en el Registro Nacional de Lugares Históricos como el Salón Principal/Escuela Normal Estatal de La Crosse . 

#### Wittich Hall
Construido en 1916, el edificio de educación física original albergaba oficinas de profesores y personal, gimnasios, una pista, salas de reuniones y de usos múltiples, un centro de entrenamiento de fuerza, una piscina terapéutica/de rehabilitación, el Centro de Investigación Musculoesquelética y el Programa de Ejercicios para Poblaciones Especiales. El edificio ha sido reformado para su uso en la formación de profesores de educación física especial/adaptada y especialistas en recreación terapéutica. Las oficinas administrativas, docentes, de personal y de asistentes graduados del Departamento de Gestión de Recreación y Recreación Terapéutica están ubicadas en Wittich Hall. El edificio es también el sitio de práctica principal para el equipo femenino de gimnasia atlética intercolegial. Wittich Hall, el edificio de educación física de la Escuela Normal Estatal de La Crosse, fue incluido en el Registro Nacional de Lugares Históricos en 1985 como Edificio de Educación Física.  En el otoño de 2020, Wittich Hall fue reabierto como sede de la Facultad de Administración de Empresas.

#### Thomas Morris Hall
Morris Hall (1939, 1966, remodelado en 1996) abrió sus puertas por primera vez en enero de 1940 como el edificio de la escuela de formación de profesores del estado de La Crosse. Hoy en día, Morris Hall alberga las instalaciones educativas y administrativas de la Escuela de Educación, incluido el Departamento de Estudios Educativos, el Programa de Maestría en Educación y Desarrollo Profesional (ME-PD), los Programas de Comunidades de Aprendizaje, la Oficina de Enseñanza y Pasantías para Estudiantes, la Oficina de Educación Continua y Extensión y el Teatro Frederick. Morris Hall está en el Registro Nacional de Lugares Históricos. 

#### Biblioteca Eugene W. Murphy
La Biblioteca Murphy (1969, remodelada en 1995) está ubicada en el centro del campus. Lleva el nombre de Eugene W. Murphy en reconocimiento a sus 22 años de servicio en la UWL y en la Junta de Regentes del Sistema de la Universidad de Wisconsin.  En el momento de su construcción, la construcción de la biblioteca costó 2,5 millones de dólares estadounidenses .  A 2007, la Biblioteca Murphy tenía un total de 691,282 libros, publicaciones periódicas encuadernadas y documentos gubernamentales.  La biblioteca también ofrece recursos electrónicos, como revistas y bases de datos. En 2006, la biblioteca abrió Murphy's Mug Café, administrado por los servicios de comedor del campus. 

#### Centro para las Artes Truman T. Lowe
Construido en 1973, el Centro para las Artes recibió el nombre del exalumno de UWL y artista de Ho-Chunk Truman T. Lowe en 2022.  El Lowe Center for the Arts sirve como centro de actividad creativa de la UWL y alberga los Departamentos de Arte, Música y Teatro y Danza. Como tal, el edificio alberga la Galería de la Universidad, el Annette Recital Hall y el Teatro Toland. La Galería de la Universidad alberga exhibiciones de estudiantes, profesores e invitados profesionales.  Muchos de los conjuntos musicales, profesores, estudiantes y músicos profesionales de la UWL actúan regularmente en el Annette Recital Hall.  El Toland Theatre es el sitio de cinco de las siete producciones teatrales anuales a gran escala del Departamento de Teatro y Danza.   Las instalaciones adicionales incluyen 20 salas de práctica, salas de ensayo, un segundo espacio de galería para estudiantes, estudio de cerámica, estudio de arte digital, estudio de metales, estudio de pintura, estudio de dibujo, estudio de escultura, laboratorio de escucha de música, laboratorio de mezcla y diseño de sonido, oficinas, tienda escénica, y tienda de disfraces y almacenamiento.  

#### Centro de Ciencias de la Salud
Construido en 2000, el Centro de Ciencias de la Salud, valorado en 27 millones de dólares, fue un proyecto del Consorcio de Ciencias de la Salud Médica de La Crosse.  El edificio incluye instalaciones de laboratorio para ciencias de laboratorio médico, tecnología de medicina nuclear, fisioterapia y terapia ocupacional, asistente médico y programas de radioterapia. También se encuentran disponibles laboratorios de investigación de biología y microbiología para investigaciones médicas. Los laboratorios y las aulas, incluidas las aulas de educación a distancia, son compartidos por todos los programas educativos del centro. Un centro de salud para estudiantes, que incluye una clínica de fisioterapia, está ubicado en el piso principal y atiende a los estudiantes de la UWL y del vecino Western Technical College .

#### Centro de antiguos alumnos y amigos Cleary
El Centro Cleary Alumni and Friends fue construido en 1995 por la Fundación La Crosse de la Universidad de Wisconsin y donado a la universidad. Los miembros tanto de la universidad como de la comunidad de La Crosse se reúnen y aprovechan el centro de conferencias, las salas de conferencias más pequeñas y el gran salón de banquetes . El Cleary Center alberga las oficinas de la Fundación La Crosse de la Universidad de Wisconsin y las oficinas de promoción de Relaciones Universitarias y Exalumnos.

#### Salón Centenario
Construido en 2011, Centennial Hall fue el primer edificio académico abierto en el campus desde 1974.  Está ubicado en el centro del campus y tiene 46 aulas, incluidos dos auditorios de 250 asientos, varios departamentos de asesoramiento académico y estudiantil y una cafetería Starbucks. Una entrada grande y abierta en el edificio conduce al Salón de las Naciones. La sala alberga banderas de 44 países, que representan la diversidad de los estudiantes internacionales de la UWL. Centennial Hall también alberga un centro de pruebas y asesoramiento y oficinas de comunicaciones, estudios ambientales, filosofía y estudios de mujeres y género.
Considerado con certificación LEED oro, Centennial Hall cuenta con un techo solar que proporciona agua caliente para todo el edificio. El diseño en forma de U del edificio también proporciona el 90 % de la luz natural del edificio. 

#### Salón W. Carl Wimberly
Terminado en 1974 y originalmente llamado "North Hall", en 2000 este edificio recibió el nombre del ex profesor y decano de la Facultad de Artes, Letras y Ciencias, W. Carl Wimberly.   El edificio cuenta con aulas, tres auditorios y las oficinas de la Facultad de Administración de Empresas, los departamentos de contabilidad, arqueología, sociología, economía, inglés, estudios étnicos y raciales, finanzas, historia, gestión, marketing, ciencias políticas y administración pública, y el Centro de Desarrollo de Pequeñas Empresas. 

#### Centro de ciencias de Prairie Springs
El edificio académico más nuevo del campus, el Centro de Ciencias de Prairie Springs, se completó en 2018 por $84 millones.  El edificio de 189,000 pies cuadrados contiene 36 laboratorios de instrucción y 23 laboratorios de investigación que respaldan los programas de biología, bioquímica, química, ciencias de la tierra, geografía, microbiología y física de la universidad. Carolyn y Jay Scott donaron una donación de $ 2 millones, la donación individual más grande en la historia de UW-L, en apoyo del nuevo edificio científico. 

### Instalaciones recreativas

#### The U
Terminado en enero de 2017, el nuevo sindicato de estudiantes de la UWL tiene tres pisos y poco más de 204,000 pies cuadrados. Incluye oficinas para la Asociación de Estudiantes, el Senado Estudiantil, el Centro Pride y COVE, que engloba a todas las organizaciones estudiantiles.  También alberga un auditorio en el segundo piso, la Librería Universitaria, Servicios de Alquiler de Libros de Texto, salas de reuniones, cafetería, teatro y salón de juegos.

#### Centro Cartwright
Cartwright Hall (levantado en 1959, con ampliaciones en 1965 y 1985) es el antiguo sindicato de estudiantes. Albergaba la librería universitaria, los servicios de alquiler de libros de texto, salas de lectura y televisión, un laboratorio de computación, oficinas y recursos de organizaciones estudiantiles, el Centro de Participación, el Centro Pride y salas de reuniones. Actualmente alberga oficinas para instructores y espacio para la práctica de gimnasia.

#### Salón Mitchell
Mitchell Hall (1965) es una instalación recreativa, de enseñanza, de investigación y de servicios ubicada junto a campos de práctica al aire libre, campos de fútbol y el Veterans Memorial Stadium. Las instalaciones incluyen una piscina, canchas de baloncesto, sala de lucha libre, estudio de baile, canchas de ráquetbol y un 3800 pies cuadrados (353 m²)   centro de fuerza y acondicionamiento. La casa de campo ubicada en Mitchell Hall tiene una pista de poliuretano de 200 metros de 4 carriles, foso de salto largo y triple, boxes de salto con pértiga, redes para tenis, bádminton, voleibol, golf, softbol/béisbol y un muro de escalada.

#### Centro recreativo de las águilas
El Centro Recreativo Eagle ("The Rec"), construido en 1997, alberga deportes recreativos intramuros y para estudiantes. El edificio incluye una casa de campo, una pista de atletismo elevada de 200 metros con áreas de calentamiento, un centro de fuerza y acondicionamiento, un gimnasio de escalada, un centro de cuidado infantil, salas de televisión, vestuarios/duchas y diversas actividades de usos múltiples. habitaciones. El Rec Eagle Center organiza regularmente actividades en el campus, como el Rectoberfest y la carrera/caminata de 5 km Turkey Trot. Adjunto al Rec Eagle Center hay un centro de cuidado infantil que atiende a los hijos de estudiantes y profesores.
El 2 de julio de 2015, el entonces presidente Barack Obama habló ante una multitud de 2.400 personas en The Rec.  Al presidente Obama se unieron la senadora estadounidense de Wisconsin Tammy Baldwin, el representante estadounidense Ron Kind y otros líderes locales.
Inaugurada el 1 de octubre de 2018, una expansión de dos niveles de 35,000 pies cuadrados incluyó un espacio ampliado para entrenamiento de fuerza, una sala de recreación multiuso y otros espacios de apoyo relacionados.  En el proyecto se incluyó un techo solar en la parte superior del edificio que proporciona electricidad para una parte importante del uso energético del edificio. 

## Demografía estudiantil
A partir del semestre de otoño de 2017, hay 9,861 estudiantes de pregrado, 818 estudiantes de posgrado y estudiantes internacionales que representan 31 países matriculados en UW-La Crosse.  El 80 % de los estudiantes provienen de Wisconsin y el 20 % restante representa a 41 estados de todo el país.
Los estudiantes entrantes de primer año promedian un puntaje ACT de 25 y una clasificación promedio de clase de secundaria en el percentil 80, el segundo perfil académico más alto en el sistema de la Universidad de Washington.  En el otoño de 2017, 67 estudiantes con las mejores calificaciones de la escuela secundaria estuvieron representados en la generación entrante de primer año. UW-La Crosse también refuerza una tasa de retención del 86 % de los estudiantes de primer año que regresan a UWL el próximo año, la segunda más alta en el sistema de UW después de UW-Madison. 

## Académica
UW – La Crosse ofrece 90 programas de pregrado en 44 disciplinas,  y 26 programas de posgrado y énfasis en ocho disciplinas.  La microbiología y las ciencias del ejercicio y el deporte están designadas como Centros de Excelencia del Sistema de la Universidad de Washington, y la Facultad de Administración de Empresas cuenta con acreditación internacional.  UW-La Crosse también ofrece los únicos títulos acreditados a nivel nacional de Wisconsin en gestión de recreación y recreación terapéutica,  el único programa de tecnología de medicina nuclear del Sistema UW,  y ofrece una de las dos especialidades universitarias en arqueología del Medio Oeste. 

## Facultades y escuelas
La universidad está organizada en tres facultades y una escuela: la Facultad de Administración de Empresas; la Facultad de Ciencias y Salud; la Facultad de Artes, Ciencias Sociales y Humanidades; y la Escuela de Educación.

#### Facultad de Administración de Empresas
La Facultad de Administración de Empresas (CBA) está acreditada profesionalmente por AACSB International (Asociación para el Avance de las Escuelas Universitarias de Negocios).  Ofrece programas de pregrado,  junto con un programa de posgrado consorcio en administración de empresas. 

#### Facultad de Artes, Ciencias Sociales y Humanidades
Hay una amplia variedad de programas de pregrado  y dos de posgrado  que componen la Facultad de Artes, Ciencias Sociales y Humanidades (CASSH). Los departamentos incluyen:
| - Arqueología y Antropología - Arte - Estudios de comunicación - Inglés - Culturas e idiomas globales - Historia - Ciencia militar - Musica - Filosofía - Ciencias Políticas y Administración Pública - Psicología - Estudios de raza, género y sexualidad - Sociología y justicia penal - Administración de Asuntos Estudiantiles - Teatro y Danza |

#### Facultad de Ciencias y Salud
La Facultad de Ciencias y Salud (CSH) representa poco más de la mitad de la matrícula total de la UWL.  Los 11 departamentos. de la universidad ofrecen 47 programas de pregrado  y 14 de posgrado.  Además de una carrera, se ofrecen 14 programas preprofesionales  Los programas de Entrenamiento Atlético, Química, Ciencias de Laboratorio Clínico, Dosimetría Médica, Tecnología de Medicina Nuclear, Terapia Ocupacional, Terapia Física, Asistente Médico, Radioterapia, Gestión de Recreación, Salud Pública y Recreación Terapéutica están totalmente acreditados. 
La universidad también ofrece un título de Doctor en Fisioterapia (DPT), que ocupó el puesto 39 en el país según US News & World Report.  La oferta de doctorado es un programa de 34 meses con aproximadamente 45 estudiantes.  

## Rankings y reconocimientos
En 2022, US News & World Report clasificó a la UWL en el puesto 124 entre las "universidades nacionales" públicas y en el número dos en Wisconsin, detrás de UW-Madison y por delante de UW-Milwaukee.   Dentro del mismo informe, la UWL ocupó el puesto 250 en todas las universidades nacionales, públicas o privadas. En 2014, Kiplinger's Personal Finance clasificó a la universidad en cuarto lugar en su lista de las "25 mejores universidades con valores inferiores a 30 000 dólares al año". 

## Vida estudiantil
UW-La Crosse ofrece más de 175 organizaciones estudiantiles diferentes en una amplia gama de áreas, incluidas organizaciones académicas, religiosas, culturales, deportivas, políticas, sociales y de otro tipo.  Los programas deportivos intramuros también están disponibles para los estudiantes. El Club de Educación Física, que se formó en 1912, es la organización que lleva más tiempo en funcionamiento continuo en la escuela. 
La vida griega juega un pequeño papel en la UWL. Sólo alrededor del 1 % de los hombres y el 1 % de las mujeres del alumnado son miembros de una fraternidad o hermandad social.  Las seis fraternidades sociales representadas en el campus son Delta Sigma Phi, Sigma Tau Gamma, Sigma Alpha Epsilon, Chi Phi, Lambda Chi Alpha y Kappa Sigma ; mientras que las tres hermandades representadas son Alpha Xi Delta, Tri Sigma y Alpha Phi .  Delta Sigma Phi es la única organización griega en el campus con una casa de fraternidad. El capítulo Eta Rho de la fraternidad empresarial profesional Delta Sigma Pi es una opción mixta para estudiantes de la Facultad de Administración de Empresas.

## Medios de comunicación
Racquet Press es la fuente de noticias estudiantiles de la UWL.  El periódico, que comenzó en 1910, contiene artículos elaborados por estudiantes sobre eventos universitarios, comunitarios, estatales y nacionales. The Racquet Press se compone de cinco secciones principales: noticias, deportes, cartas al editor, series de fotografías y humanos de UWL. La mayor parte del presupuesto de The Racquet Press proviene de las cuotas de los estudiantes o de la publicidad. En 2013, The Racquet Press ocupó el puesto 32 en el país y el 1 en Wisconsin entre los 100 mejores periódicos universitarios para estudiantes de periodismo. 
The Second Supper era un periódico satírico publicado por estudiantes. 
The Catalyst es una publicación producida y editada por estudiantes de una colección de ensayos, cuentos y poesía originales presentados por estudiantes. Cada edición tiene una temática diferente. The Catalyst tiene la intención de proporcionar un canal para la investigación intelectual creativa para provocar debates en el campus y la comunidad. 

## Transporte
La Universidad está ubicada al este del centro de La Crosse y cuenta con el sistema de tránsito La Crosse MTU, que ofrece un servicio gratuito a los estudiantes. Las rutas 4 y 5 brindan servicio de autobús a través del campus, conectando con el centro de La Crosse, el WTC y el centro comercial Valley View .  Los autobuses SMRT paran en State Street y brindan servicio de autobús regional a Prairie du Chien, Viroqua, Tomah y otros destinos.  Los autobuses interurbanos operados por Jefferson Lines paran en el sindicato de estudiantes. 
El sistema de bicicletas compartidas DriftCycle tiene dos estaciones de bicicletas compartidas en el campus, entre quince ubicadas en toda la ciudad. 

## Tradiciones

#### La mascota del águila
Los colores de la escuela de la universidad son el granate y el gris. La mascota universitaria, que fue adoptada en 1989, es el Águila. Los equipos de atletismo masculino de la UWL se conocían anteriormente como Indians (1937-1989),  Red Raiders, Hurricanes, Racqueteers y Peds and Maroons. Los equipos atléticos femeninos eran conocidos como Roonies, derivados de los colores granate y gris de la escuela universitaria, desde el inicio de la competencia interuniversitaria femenina a principios de la década de 1970 hasta noviembre de 1990, cuando también adoptaron la mascota Águila.  Desde la adopción de la mascota Eagle, la mascota de la banda ha sido Screaming Eagle, habiendo sido anteriormente conocida como Marching Chiefs. 
Los equipos atléticos de UW-La Crosse lucen un "Águila en la L" y una caricatura, que se creó en 1989 cuando los equipos deportivos salieron al campo como los Águilas por primera vez. Fue creado por Dave Christianson, un graduado en arte de 1973 que escribió las imágenes después de que los equipos masculinos de la UWL adoptaran la mascota del Águila. Los equipos femeninos comenzaron a lucir el apodo de Eagles en noviembre de 1990. La mascota UWL Eagle fue nombrada "Colbert" en una votación de los estudiantes durante el año escolar 2008-2009.   El 10 de octubre de 2012, Colbert se retiró y se presentó una nueva mascota de aspecto similar, llamada Stryker. 

#### Colgar la linterna
La tradición de Colgar la linterna se remonta a 1913, cuando los estudiantes de la UWL colgaron pequeñas linternas en las ventanas de las casas cerca del campus. En 1931, Orris O. White, miembro de la facultad desde hace mucho tiempo, comenzó la tradición de colgar una gran linterna en la torre del Salón Principal Maurice O. Graff, sobre la entrada sur del edificio. El acto dio la bienvenida a losantiguos alumnos que habían regresado a casa. "Colgaremos la linterna en la antigua torre de la universidad, sobre la puerta sur. No necesitarás buscar la llave: la puerta estará abierta", declaró White.
Desde 1931, en cada regreso a casa se cuelga un farol. Estuvo en el lado sur del Graff Main Hall hasta 1997, cuando se trasladó a la Torre Hoeschler en el centro del campus. La linterna de la torre cuelga durante todo el año y se enciende todas las noches al anochecer.

#### Iluminación de la "L"
La tradición de encender la "L" comenzó después de una broma universitaria en 1935. Aburridos en un día brumoso, F. Clark Carnes y Bernie Brown subieron a Miller's Bluff, al norte de Grandad Bluff. Recogieron y apilaron maleza en forma de 30 pies (9,1 m) por 15 pies (4,6 m) "L", le prendió fuego y se deslizó por el acantilado hacia el campus antes de que la policía pudiera localizarlos. Cuando Brown y Carnes llegaron al Veterans Memorial Stadium, la niebla se disipó y permitió a la multitud ver la "L". En los últimos años, la "L" ha sido iluminada por electricidad y brilla desde Grandad Bluff.

## Atletismo
La Universidad de Wisconsin-La Crosse mantiene programas en varios deportes que incluyen pista cubierta y al aire libre, campo a través, gimnasia y fútbol, compitiendo en la Conferencia Atlética Intercolegial de Wisconsin (WIAC), que se encuentra en la División III de la NCAA . UWL es miembro de la Asociación Nacional de Atletismo Universitario (NCAA), la Asociación de Atletismo Intercolegial para Mujeres (AIAW), la Asociación Nacional de Atletismo Intercolegial y la Asociación Nacional de Gimnasia Universitaria (NCGA). 
UWL tiene estudiantes-atletas que participan en 19 equipos, ganaron 72 títulos nacionales en las siguientes categorías: 
| Títulos nacionales | Gimnasia | Atletismo en pista cubierta | Atletismo al aire libre | Campo a través | Baloncesto | Fútbol | Bolos | Total |
| ------------------ | -------- | --------------------------- | ----------------------- | -------------- | ---------- | ------ | ----- | ----- |
| Masculino          | 3        | 19                          | 14                      | 4              |            | 5      | 3     | 47    |
| Femenino           | 17       | 2                           | 4                       | 1              | 1          |        |       | 25    |
| Total              | 20       | 21                          | 18                      | 4              | 1          | 5      | 3     | 72    |

UWL también ha ganado 391 campeonatos de la Conferencia Atlética Intercolegial de Wisconsin.  UWL es una de las seis instituciones en la historia de la División III de la NCAA que terminó entre las 20 primeras en los 10 años de la Copa de Directores, que incluye las 433 escuelas de la División III de la NCAA.  UWL ha ganado campeonatos de conferencias WIAC en las siguientes categorías:
| WIAC titles | Campo a través | Fútbol | Soccer | Tenis | Voleibol | Baloncesto | Gimnasia | Natación | Atletismo en pista cubierta | Atletismo al aire libre | Lucha | Béisbol | Softball | Golf | Tenis | Badminton | Total |
| ----------- | -------------- | ------ | ------ | ----- | -------- | ---------- | -------- | -------- | --------------------------- | ----------------------- | ----- | ------- | -------- | ---- | ----- | --------- | ----- |
| Masculino   | 32             | 34     | 0      | 0     | 0        | 12         | 12       | 4        | 42                          | 52                      | 15    | 14      | 0        | 16   | 6     | 0         | 237   |
| Femenino    | 8              | 0      | 3      | 15    | 12       | 10         | 23       | 16       | 25                          | 31                      | 0     | 0       | 1        | 0    | 0     | 8         | 151   |
| Total       | 40             | 34     | 2      | 15    | 10       | 22         | 35       | 20       | 67                          | 83                      | 15    | 14      | 1        | 16   | 6     | 8         | 388   |

La UWL ha ganado 27 títulos de atletismo masculino, la mayor cantidad en la historia de la División III.[cita requerida] Los Eagles han ganado 14 campeonatos bajo techo y 10 al aire libre, ambos ocupando el primer lugar en la nación.[cita requerida] Los Eagles han arrasado con los títulos bajo techo y al aire libre en la misma temporada 11 veces (1988, 1991–1993, 1997, 2001–2004, 2006 y 2013).[cita requerida]
La universidad ganó la "triple corona" de la División III de la NCAA en 2001-2002, obteniendo el título masculino de campo traviesa, el título masculino de atletismo bajo techo y el campeonato masculino de atletismo al aire libre. La universidad es una de las dos instituciones de la División III de la NCAA que ganaron la "triple corona" (la otra fue North Central College durante 2009-2010).[cita requerida] Los Eagles también capturaron el título de campo traviesa de la División III de la NCAA en 2005, el tercero en la historia de la escuela (1996, 2001).[cita requerida]
El equipo de gimnasia ha ganado 12 títulos nacionales, un récord en la NCGA, así como un récord de 20 títulos WIAC.[cita requerida] UWL ganó su sexto Campeonato consecutivo de la Asociación Nacional Colegiada de Gimnasia (NCGA) en 2006.
Los Eagles ganaron siete títulos de la Conferencia Atlética Intercolegial de Wisconsin (WIAC) en 2005-2006 y terminaron entre los cuatro primeros en 16 de 18 deportes.[cita requerida] UWL también tuvo nueve atletas académicos WIAC el año pasado y ocho honores de Entrenador del Año de WIAC.[cita requerida] Los Eagles obtuvieron 203 honores All-WIAC en 2005-2006. 
El equipo de fútbol de la UWL juega sus partidos en casa en el Veterans Memorial Stadium . Los Eagles han ganado 34 títulos WIAC y 3 títulos nacionales, el título de la División II de la NAIA en 1985 y los títulos de la División III de la NCAA en 1992 y 1995. En 2009, el estadio de fútbol y la pista al aire libre fueron reemplazados por una nueva pista al aire libre cronometrada, un campo de césped de fútbol, un nuevo estadio con capacidad para más de 10 000 asientos, palco de prensa y luces de campo, además de campos de fútbol y atletismo circundantes. 

### Entrenadores notables
- Roger Harring, entrenador de fútbol
- Clyde B. Smith entrenador de fútbol
- Clark Van Galder, entrenador de fútbol y baloncesto
- Bill Vickroy, entrenador de fútbol